# 豊国火災保険
豊国火災保険株式会社（ほうこくかさいほけん）は、かつて大阪府に存在した損保会社である。

## 概要
本社は大阪市北区曽根崎新地。創立は1911年、あるいは1912年。資本金は300万円。大株主は東京海上火災保険、明治火災保険、三菱海上火災保険。その営業区域を日本帝国領土内に限り、専ら火災保険の業務に従事した頃は、業績が挙がらず、具に苦汁を嘗める。
1916年に至り、島徳蔵社長の下に専務だった大谷順作が社長に昇進、内外の庶政を改革することはもちろん、営業区域を拡張して通商条約を締結する諸外国に及ぼし、海上保険をも兼営することとなって以来、業績が漸次向上し、当社営業状態は全く面目を一新する。
極めて穏健着実な進展を続けて遂に日本の火保界における有力の大会社として推されるに至る。『損害保険会社の見方』によると、豊国火災保険が売り出している保険は「火災、海上、運送、傷害、自動車、信用」の6種である。1943年、東洋海上火災保険、福寿火災保険と合併、日新火災海上保険となる。

## 役員

### 『日本全国諸会社役員録 第21回』
- 社長・島徳蔵[5]
- 専務取締役・大谷順作[5]
- 取締役・尼崎伊三郎、阿部彦太郎、志方勢七、太田貞雄[5]
- 監査役・浜崎健吉、小林林之助[5]
- 相談役・片岡直温、高崎親章[5]

### 『日本全国諸会社役員録 第27回』
- 社長・大谷順作[6]
- 取締役・島徳蔵、尼崎伊三郎、阿部彦太郎、志方勢七、太田貞雄、前島弥
- 監査役・浜崎健吉、小林林之助[6]

### 『日本全国銀行会社録 第47回』
- 社長・大谷順作[4]
- 専務取締役・中島好太郎[4]
- 取締役・尼崎伊三郎、阿部彦太郎、実吉雅郎、辻川瀧之助、亀山俊蔵[4]
- 監査役・岸本吉左衛門、小林林之助[4]

## 支店・出張所・支部
- 大阪支店（本店内）[4]
- 東京支店（東京市麹町区丸の内2丁目）[4]
- 横浜支店（横浜市中区弁天通5丁目）[4]
- 名古屋支店（名古屋市西区御幸本町通6丁目）[4]
- 神戸支店（神戸区栄町通5丁目）[4]
- 九州支店（福岡市橋口町）[4]
- 新京支店（新京特別市八島通）[4]
- 京城出張所（京城府黄金町1丁目）[4]
- 京都出張所（京都市下京区烏丸通綾小路下ル）[4]
- 仙台支部（仙台市南町）[4]
- 広島支部（広島市尾道町）[4]